# Psammoecus bipunctatus
Psammoecus bipunctatus is een keversoort uit de familie spitshalskevers (Silvanidae). De wetenschappelijke naam van de soort werd in 1792 als Notoxus bipuncatatus gepubliceerd door Johann Christian Fabricius.